# Mohamadou Sumareh
Mohamadou Sumareh (sinh ngày 20 tháng 9 năm 1994) là cầu thủ bóng đá người Malaysia gốc Gambia thi đấu cho Pahang tại Malaysia Super League. Anh cũng thi đấu cho đội tuyển quốc gia Malaysia.

## Thời thơ ấu
Sumareh sinh ra ở Fajara, Gambia. Gia đình của anh chuyển đến Banjul khi Sumareh 15 tuổi, nơi anh được câu lạc bộ quê hương Steve Biko FC phát hiện và đề nghị một vị trí trong học viện trẻ.

## Thống kê sự nghiệp

### Câu lạc bộ
Tính đến 2 tháng 2 năm 2019.
| Câu lạc bộ | Mùa giải  | Giải đấu                | Giải đấu | Giải đấu  | Cúp     | Cúp       | Cúp Liên đoàn | Cúp Liên đoàn | Châu lục | Châu lục  | Tổng cộng | Tổng cộng |
| Câu lạc bộ | Mùa giải  | Hạng đấu                | Số trận  | Bàn thắng | Số trận | Bàn thắng | Số trận       | Bàn thắng     | Số trận  | Bàn thắng | Số trận   | Bàn thắng |
| ---------- | --------- | ----------------------- | -------- | --------- | ------- | --------- | ------------- | ------------- | -------- | --------- | --------- | --------- |
| Perlis     | 2016      | Malaysia Premier League | 22       | 5         | 2       | 0         | 0             | 0             | –        | –         | 24        | 5         |
| Perlis     | Tổng cộng | Tổng cộng               | 22       | 5         | 2       | 0         | 0             | 0             | –        | –         | 24        | 5         |
| Pahang     | 2017      | Malaysia Super League   | 21       | 6         | 6       | 4         | 8             | 1             | –        | –         | 35        | 11        |
| Pahang     | 2018      | Malaysia Super League   | 17       | 3         | 6       | 1         | 8             | 0             | –        | –         | 31        | 4         |
| Pahang     | 2019      | Malaysia Super League   | 1        | 0         | 0       | 0         | 0             | 0             | –        | –         | 1         | 0         |
| Pahang     | Tổng cộng | Tổng cộng               | 39       | 9         | 12      | 5         | 16            | 1             | 0        | 0         | 67        | 15        |
| Tổng cộng  | Tổng cộng | Tổng cộng               | 61       | 14        | 14      | 5         | 16            | 1             | 0        | 0         | 91        | 20        |

### Quốc tế
Tính đến 21 tháng 10 năm 2022
| Đội tuyển quốc gia | Năm       | Số trận | Bàn thắng |
| ------------------ | --------- | ------- | --------- |
| Malaysia           | 2018      | 10      | 2         |
| Malaysia           | 2019      | 9       | 4         |
| Malaysia           | 2021      | 3       | 0         |
| Malaysia           | 2022      | 9       | 1         |
| Tổng cộng          | Tổng cộng | 31      | 7         |

### Bàn thắng quốc tế

#### Bàn thắng quốc tế
Tính đến trận đấu diễn ra ngày 11 tháng 6 năm 2022. Tỉ số Malaysia liệt kê đầu tiên, cột tỉ số biểu thị tỉ số sau mỗi bàn thắng của Sumareh.
| # | Ngày                 | Địa điểm                                                  | Số lần ra sân | Đối thủ    | Tỉ số | Kết quả | Giải đấu                 |
| - | -------------------- | --------------------------------------------------------- | ------------- | ---------- | ----- | ------- | ------------------------ |
| 1 | 12 tháng 10 năm 2018 | Sân vận động Sugathadasa, Colombo, Sri Lanka              | 1             | Sri Lanka  | 3–1   | 4–1     | Giao hữu                 |
| 2 | 3 tháng 11 năm 2018  | Sân vận động Quốc gia Bukit Jalil, Kuala Lumpur, Malaysia | 3             | Maldives   | 3–0   | 3–0     | Giao hữu                 |
| 3 | 11 tháng 6 năm 2019  | Sân vận động Quốc gia Bukit Jalil, Kuala Lumpur, Malaysia | 14            | Đông Timor | 3–0   | 5–1     | Vòng loại World Cup 2022 |
| 4 | 5 tháng 9 năm 2019   | Sân vận động Gelora Bung Karno, Jakarta, Indonesia        | 15            | Indonesia  | 2–0   | 3–2     | Vòng loại World Cup 2022 |
| 5 | 5 tháng 9 năm 2019   | Sân vận động Gelora Bung Karno, Jakarta, Indonesia        | 15            | Indonesia  | 3–2   | 3–2     | Vòng loại World Cup 2022 |
| 6 | 14 tháng 11 năm 2019 | Sân vận động Quốc gia Bukit Jalil, Kuala Lumpur, Malaysia | 18            | Thái Lan   | 2–1   | 2–1     | Vòng loại World Cup 2022 |
| 7 | 11 tháng 6 năm 2022  | Sân vận động Quốc gia Bukit Jalil, Kuala Lumpur, Malaysia | 28            | Bahrain    | 1–0   | 1–2     | Vòng loại Asian Cup 2023 |